# Capasa ancylotoxa
Capasa ancylotoxa är en fjärilsart som beskrevs av Louis Beethoven Prout 1926. Capasa ancylotoxa ingår i släktet Capasa och familjen mätare. Inga underarter finns listade i Catalogue of Life.